# Seirocastnia albifasciata
Seirocastnia albifasciata là một loài bướm đêm trong họ Noctuidae.